# Bo Hejlskov Elvén
Bo Hejlskov Elvén (* 27. November 1965 in Silkeborg) ist ein dänisch-schwedischer Psychologe, Dozent und Autor. Er entwickelte eine Methode zur Bewältigung aggressiven Verhaltens für Menschen mit Entwicklungsstörungen. Seit 2013 ist er im Ethikrat, dem Gremium der Schwedischen Psychologenvereinigung für berufsethische Fragen, das sowohl eine beratende als auch eine untersuchende Funktion hat. 

## Schwerpunkte seiner Arbeit
Auf der Grundlage niedrig-affektiver Methoden entwickelte Bo Hejlskov Elvén eine respektvolle Methode zum Umgang mit problematischem (u. a. verweigerndem, beschimpfendem, gewalttätigem, (selbst-)zerstörerischem und kriminellem) Verhalten von Menschen mit geistiger Beeinträchtigung, speziell Menschen mit Autismus-Spektrum-Störung, ADHS, Suchtproblemen und psychiatrischen Krankheiten wie Demenz.
Bo Hejlskov Elvéns Methode beruht auf Erkenntnissen der Neuropsychologie, Stressforschung und Affekttheorie und ist Teil der wachsenden Evidenzbasierten Medizin in der Tradition des sogenannten Low Arousal Approach (dt. etwa: Ansatz der niedrigen Anregungsenergie) beziehungsweise der niedrig-affektiven Pädagogik. Die Methode kann in der täglichen Arbeit vom Fachpersonal eingesetzt werden, setzt allerdings die Selbstreflexion des pädagogischen Fachpersonals beziehungsweise der Fachkräfte im Gesundheitswesen voraus, die mit Kindern, Jugendlichen und Erwachsenen mit herausforderndem Verhalten arbeiten. 
Bo Hejlskov Elvén beschreibt die Methode ausführlich in seinen Büchern.

## Würdigungen/Auszeichnungen
- 2009 wurde Hejlskov Elvén von der Autismus- und Asperger-Vereinigung („Autism & Asperger förbundet“) mit dem Puzzlestück des Jahres („Årets Pusselbit“) ausgezeichnet für seine „Arbeit zur Verbreitung von konstruktivem Wissen über die Behandlung von Menschen mit Autismus, Asperger-Syndrom und anderen autismusähnlichen Erkrankungen an Organisationen im ganzen Land auf leicht zugängliche Weise, eine Arbeit, die von tiefer Einsicht und großem Respekt geprägt ist“.[2]
- 2013 war Hejlskov Elvén einer der drei Finalisten beim Großen Preis für Psychologie („Stora Psykologpriset“) mit der Begründung, „einen neuen Ansatz, den ‚niedrig-affektiven Ansatz‘, für die Arbeit mit Personen mit problematischem Verhalten aufgrund neuropsychologischer Behinderungen entwickelt“ zu haben.[3]

## Publikationen (Auswahl)
- Herausforderndes Verhalten vermeiden. Menschen mit Autismus und psychischen oder geistigen Einschränkungen positives Verhalten ermöglichen. dgvt Verlag, Tübingen 2015, ISBN 978-3-87159-237-9. Inhaltsverzeichnis
- (zusammen mit Sophie Abild McFarlane): Herausforderndes Verhalten bei Menschen mit psychischen Störungen – Praxisbuch für Pflege- und Gesundheitsberufe. Hogrefe Verlag, Bern 2020, ISBN 978-3-456-86000-8. Inhaltsverzeichnis
- (zusammen mit Charlotte Agger und Iben Ljungmann): Herausforderndes Verhalten bei Demenz. Bedürfnisse erkennen und gelassen darauf eingehen. Ernst Reinhardt Verlag, München 2020, ISBN 978-3-497-02937-2. Inhaltsverzeichnis
- (zusammen mit Anna Sjölund): Handeln, Auswerten, Verändern. Vom unaufgeregten Umgang mit Menschen mit einer Autismus-Diagnose und einer an Autonomie orientierten Pädagogik. dgvt Verlag, Tübingen 2022, ISBN 978-3-87159-172-3. Inhaltsverzeichnis